# Щуровский, Яцек
Яцек Щуровский известный, как Hyacinthus или Roxolanus (пол. Jacek Szczurowski; 15 августа 1716, Галиция — после 1773) — польский композитор эпохи позднего барокко и классицизма.

## Биография
С 1735 года Яцек Щуровский был послушником в монастыре иезуитов. Получил хорошее образование в Краковской иезуитской музыкальной коллегии.
Позже вступил в орден иезуитов, а в 1737 году был рукоположен. Служил в иезуитских центрах в Калише, Кросно, Гданьске, Кракове, Торуне, Ярославе, Познани и других польских городов.
В 1746 году временно исполнял функции коадъютора.

## Творчество
Считается автором первой польской симфонии (1750). В числе музыкальных религиозных произведений созданных Я. Щуровским:
- 4 мессы (в том числе «Missa Emmanuelis»);
- церковные концерты «Dziecino Boże», «Infans pusille», «Sub Tuum praesidium», «Vanitas vanitatum», «Vota mea»;
- 9 литаний;
- антифоны «Ave Regina» и «Salve Regina», «Introitus», псалмы, мотеты (в том числе «De Beata M.», «De Deo», «Veni Creator», «De Sanctis», «Confessio et pulchritudo»), «Magnificat» и «Vesperae».

Кроме сакральной музыки Я. Щуровский работал также в области светской музыки. В частности, он был одним из первых польских композиторов сочинявших симфоническую музыку. Впоследствии практически все симфонические композиции композитора были утеряны.